# 陳淑芬
陳淑芬（チェン・シュウフェン、1967年 - ）は、台湾のイラストレーター。

## 略歴
1991年頃から挿絵などの仕事をはじめ、1993年、初の作品集「TOUCH」を発表。1997年から1998年にかけて夫の平凡とともに色をテーマにした作品集、画集などを発刊。日本の大手出版社の雑誌にイラストレーションを寄稿し、多くのファンを獲得している。
なお、2010年から、日本のデジタルコミック誌「電撃コミックジャパン」で、マンガの連載「ヒヤシンス-21世紀的台湾娘事情-」を月刊連載していたが、「電撃コミックジャパン」は2013年2月号（2012年12月25日発売）にて廃刊となった。

## 画集
- 『陳淑芬自選畫集 意亂情迷』尖端出版 1999年ISBN 978-9571027654
- 陳淑芬+平凡 画 銀花 文 、鈴木麻里子訳『Yellow : Hex AD 8c 38』小学館集英社プロダクション2000年ISBN 978-4796870115
- 陳淑芬+平凡 画、平凡 原作、西口有香文『White (Shopro art & monologue book―イラストストーリー彩虹書)』小学館プロダクション2000年ISBN 978-4796870139
- 陳淑芬 画、エミール・シェラザード、ステラ・ボンボヤージュ文『パンドラのタロット』尖端出版 2002年ISBN 978-4847014673
- 陳淑芬 画、『チンゾウ―陳淑芬原画集』尖端出版 2002年ISBN 978-4847014741
- 陳淑芬+平凡自撰画集  陳淑芬､平凡 画『The library』小学館プロダクション、2002年 ISBN 978-4796870160
- 陳淑芬+平凡 画 、坂元裕二文『藍調 : blue note』小学館プロダクション、2003年 ISBN 978-4796870214
  - 陳淑芬+平凡 画 、銀花 文『Blue―藍色 (Shopro Art&Monologue Book イラストストーリー)』小学館プロダクション、2003年 ISBN 978-4796870184
- 陳淑芬+平凡 画 、銀花 文『Red―紅色 (Shopro art & monologue book―イラストストーリー彩虹書)』小学館プロダクション、2003年 ISBN 978-4796870191
- 『陳淑芬+平凡自選画集 THE LIBRARY』（小学館プロダクション 2003年5月31日発行） ISBN   9784796870160
- 陳淑芬+平凡自撰画集 / 陳淑芬 平凡 画2『スイート・デイズ : 花好月圓』小学館プロダクション、 2004年 ISBN 978-4796870221
- 平凡+陳淑芬著『瞬感少女 : 恋する瞳』双葉社 2006年 ISBN 978-4575299304
- 陳淑芬+平凡 画 、中谷彰宏文『恋愛天使』メディエイション2006年ISBN ISBN 978-4870317482
- 『メッセージ』（小学館プロダクション 2006年5月発行） ISBN 9784796870306
- 『陳淑芬自撰画集 純恋-Pure Love-』（小学館プロダクション 2008年6月11日発行） ISBN ISBN 978-4796870474
- 陳淑芬 画、丹地陽子､タイキ著作『少女世界 第2号』飛鳥新社 2009年 ISBN 978-4870319479
- 陳淑芬 画『童話標本』飛鳥新社2011年 ISBN 978-4870319561
- 陳淑芬+平凡 著『ヒヤシンス -21世紀的台湾娘事情- (電撃ジャパンコミックス)』アスキー・メディアワークス2011年ISBN 978-4048862141